# ハーレラドロガメ
ハーレラドロガメ（Kinosternon herrerai）は、爬虫綱カメ目ドロガメ科ドロガメ属に分類されるカメ。

## 分布
メキシコ（イダルゴ州東部、サン・ルイス・ポトシ州南東部、タマウリパス州南部、ベラクルス州北西部、プエブラ州北部）
固有種

## 形態
最大甲長17.2センチメートル。メスよりもオスの方が大型になり、メスは最大甲長14.8センチメートル。背甲はドロガメ属内では扁平で、上から見ると幅広い卵形。第1椎甲板は、第2縁甲板に接しない。肋甲板に筋状の盛り上がり（キール）があるが、老齢個体では消失することもある。縁甲板は尖らず、第10、11縁甲板が最も大型（高い）。背甲の色彩は暗黄色、褐色、暗褐色で、甲板の継ぎ目（シーム）が暗色の個体もいる。
背甲と腹甲の継ぎ目（橋）の縦幅は非常に狭い。腋下甲板は中型で、鼠蹊甲板は大型。腋下甲板と鼠蹊甲板が接する。
腹甲は小型。後方の蝶番はほとんど可動せず、前方の蝶番もあまり発達しない。そのため背甲と腹甲の間に広い隙間ができる。左右の肛甲板の間に切れこみが入る。腹甲の色彩は黄色や淡黄色、黄褐色で、シームが暗色の個体が多い。
頭部は非常に大型で、やや扁平。吻端がやや突出し、上顎の先端は強く鉤状に尖る。吻端背面を覆う大型鱗（吻端板）はアルファベットの「V」字状。喉に2本の髭状突起がある。頭部の色彩は淡黄褐色、灰褐色、暗黄色で、暗色の斑点や虫食い状の斑紋が入る。顎を覆う角質（嘴）の色彩は淡黄色で、暗色の縦縞が入る。喉の色彩は黄褐色。四肢、尾背面の色彩は灰褐色や暗黄色で、暗褐色の斑紋が入る。腹面の色彩は淡黄色や灰褐色。
幼体は肋甲板にもキールがあるが、成長に伴い消失する。

## 分類
種小名herreraiはAlfonso L. Herreraへの献名。
形態や酵素の電気泳動によるアイソザイムの分子系統学的解析から、属内では原始的な種とする説もある。一方でオアハカドロガメ、サソリドロガメ、サラドロガメ、ハリスコドロガメに近縁とする説もある。

## 生態
標高1,150メートル以下のサバンナにある拠水林が周囲にある乾季にも干上がらない小型河川、湖沼などに生息し、底質が泥で水生植物が繁茂した環境を好む。昼行性だが、夜間に活動することもある。周年活動し、休眠はしない。
食性は雑食で、昆虫、多足類、果実（イチジク属）などを食べる。
繁殖形態は卵生。1回に2-4個の卵を年に数回に分けて産む。

## 人間との関係
灌漑による生息地の破壊、食用や薬用の乱獲などにより生息数は減少し、交通事故による生息数の減少も懸念されている。
ペットとして飼育されることもあり、日本にも輸入されている。メキシコ国内に分布する爬虫類の輸出が法的に厳しく制限されているため、流通量は少ない。アクアテラリウムで飼育する。水棲傾向が強く陸場を利用しない個体もいる一方で、野生下では日光浴の観察例はないものの飼育下で日光浴を行う個体もいる。性質が荒いため、基本的に単独で飼育する。